# Castilforte
Castilforte es un municipio y localidad española de la provincia de Guadalajara, en la comunidad autónoma de Castilla-La Mancha. El término municipal cuenta con una población de 56 habitantes (INE 2024).

## Historia
En Castilforte nació en 1713 el científico y relojero Diego Rostriaga, cuyas obras fueron incluso reclamadas por la familia real, cuando el municipio pertenecía a la provincia de Cuenca
Castilforte es la vulgaridad de "Castillo Fuerte", ya que en el pueblo existía un castillo del que hoy solo quedan sus ruinas y unas cuevas.
A mediados del siglo XIX, el lugar contaba con una población censada de 316 habitantes. La localidad aparece descrita en el sexto volumen del Diccionario geográfico-estadístico-histórico de España y sus posesiones de Ultramar de Pascual Madoz de la siguiente manera:

CASTILFORTE (vulgo ald. de CASTILLO FUERTE): v. con ayunt. en la prov. de Guadalajara (11 leg.), part. jud. de Sacedon (5), aud. terr. de Madrid (22), c. g. de Castilla la Nueva, dióc. de Cuenca (11): sit. en un cerro con libre ventilacion y clima destemplado; las enfermedades mas comunes son constipados y reumas; tiene 95 casas, la de ayunt. con cárcel; escuela de instruccion primaria concurrida por 22 alumnos, a cargo de un maestro dotado con 8 fan. de trigo; una magnífica fuente de buen agua que provee al vecindario para beber y demás usos domésticos, y una igl. parr. (La Asuncion de Ntra. Sra.) servida por un cura párroco de entrada y de patronato real: inmediato al pueblo se encuentran sobre un cerrito las ruinas de un cast., algunos cimientos de edificios y diferentes sepulcros de piedra, de los que tambien suelen descubrirse varios por el terr.: confina el térm. N. Peralveche; E. Vindel y Alcantad; S. Valdeolivas, y O. Salmeron, á una leg. en todas direcciones; dentro de él se encuentran unos 30 manantiales, algunos de aguas delgadas y ferruginosas; los desp. de Santiago, Casamontera, Corbilla y Zarzuelo; y á la parto del E., á 1/4 de leg. de dist. , un cerro titulado la Griega Castillejo, en el que segun tradiccion existió una fort.: el terreno es quebrado y arenoso , comprende 2 trozos de vega regada por el pequeño r. Garibay, cuyo paso facilitan 2 puentes; y 2 bosques, uno de pinos y otro tallar. caminos: los que dirigen á los pueblos limítrofes, de herradura y quebrados. correo: se recibe en la adm. de Valdeolivas por un cartero que llega miércoles, viernes y domingos, y sale jueves, sábados y lunes. prod.: trigo, aceite, vino, cebada, avena, judias, garbanzos, guijas, patatas, cáñamo, cerezas, nueces y alazor; cria ganado vacuno, mular, lanar, asnal y cabrio; caza de ciervos, corzos, liebres, conejos y perdices. ind.: la agrícola, un molino aceitero, otro harinero y un carpintero. comercio: esportacion del sobrante de frutos, é importacion de los art. de consumo de que carecen. pobl.: 82 vec., 316 alm. cap. prod.: 1.937.500 rs. imp.: 112,500. contr.: 7,719. presupuesto municipal: 3,000 , se cubre con los prod. de propios, y el déficit por reparto entre los vec. y ganaderos.
(Madoz, 1847, p. 171)

## Demografía
Castilforte cuenta con una población de 56 habitantes (INE 2024).
| Gráfica de evolución demográfica de Castilforte entre 1842 y 2021                                                   |
| |
| Población de derecho según los censos de población del INE Población de hecho según los censos de población del INE |

| 1991 |  | 1996 |  | 2001 |  | 2004 |  | 2007 |  | 2010 |  | 2013 |  | 2015 |
| ---- |  | ---- |  | ---- |  | ---- |  | ---- |  | ---- |  | ---- |  | ---- |
| 59   |  | 53   |  | 50   |  | 52   |  | 54   |  | 70   |  | 60   |  | 57   |